# Fotomaç
Fotomaç est un journal sportif fondé en 1991,. C'est le plus ancien journal sportif qui continue d'être publié en Turquie. Fotomaç et Fanatik en Turquie sont équivalents au journal français L'Équipe[réf. nécessaire].
Bien que le journal Fotomaç inclue des nouvelles et des sujets sur toutes les branches sportives, il se concentre principalement sur le football. Parmi les auteurs du journal figurent des noms tels que Sinan Vardar, Erman Toroğlu, Gürcan Bilgiç, Levent Tüzemen et Hakkı Yalçın, ainsi que d'anciens athlètes et arbitres.